# Organi della cattedrale di Santa Maria Assunta a Pisa

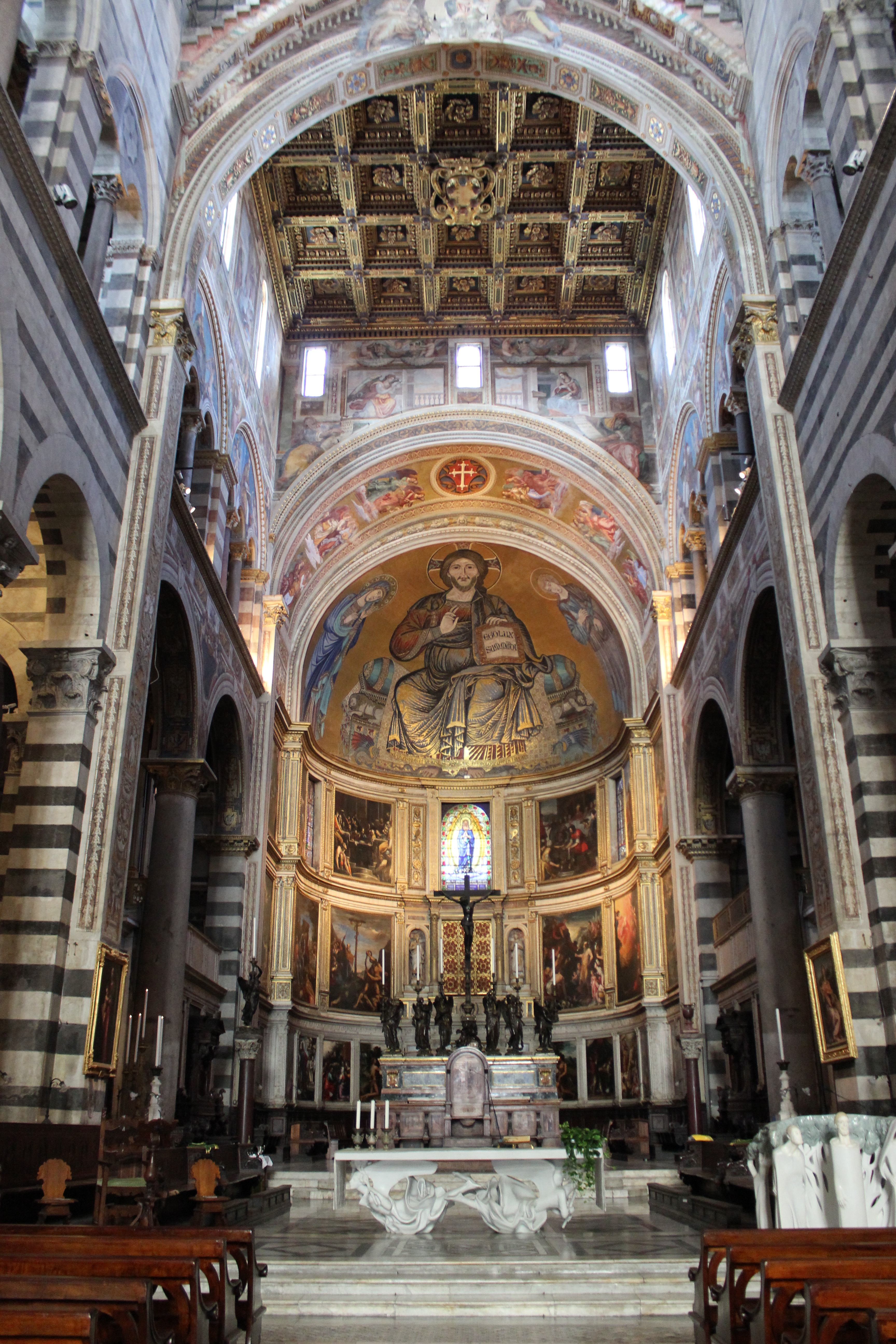
L'area absidale della cattedrale di Pisa, ove trovano luogo i due organi a canne.

Gli organi della cattedrale di Santa Maria Assunta a Pisa sono due:
- il Serassi opus 494 del 1831-1835, situato in corpo unico sulla cantoria alla sinistra del presbiterio, con 58 registri su due manuali e pedale;[1]
- il Mascioni opus 1039 del 1977-1980, composto da quattro corpi dei quali i due principali sulla cantoria alla destra del presbiterio, con 71 registri su quattro manuali e pedale.[2]

## Storia

### Organi medievali e rinascimentali
La presenza di un organo a canne all'interno della cattedrale di Pisa è testimoniata fin dal 1371, anno cui risale un documento relativo al pagamento per la riparazione dei mantici di un non meglio specificato strumento. Nel 1387 il frate agostiniano Domenico da Orvieto operò un restauro di particolare rilevanza sullo strumento, che si trovava nel matroneo soprastante l'altare dei Santi Pietro ed Anna, per questo detto sub organis; un nuovo intervento venne condotto da Lorenzo di Domenico da Lucca nel 1483, che rifece parte delle canne. Nel 1441 venne stipulato con Matteo da Prato un contratto per la costruzione di un nuovo organo, che verrà consegnato soltanto nel 1451, con prospetto la cui canna maggiore misurava circa 14'; a distanza di solo cinque anni furono commissionati a Giovanni d'Allemagna due strumenti per sostituire il precedente, uno di grandi dimensioni e l'altro per l'intonazione dei canti, già funzionanti l'anno successivo. Già nel 1471 Lorenzo da Lucca operò un restauro su entrambi gli organi, e nuovamente su di esso intervennero nel 1484 i suoi figli Domenico, Luca e Nicola; quest'ultimo costruì un nuovo organo per il coro nel 1485.
Nonostante i ripetuti interventi, l'organo del 1456 versava in condizioni tali che, nel 1487, Domenico di Lorenzo fu incaricato di sostituirlo con un nuovo organo a canne, da collocarsi in corrispondenza della quadrifora centrale del matroneo tra la crociera e il braccio di sinistra del transetto, entro cassa decorata con intagli di Domenico di Zanobi e chiusa da portelle dipinte da Domenico Ghirlandaio. Esso aveva un'unica tastiera di 50 note (Fa-1-La4), senza pedaliera, e disponeva di 457 canne, con la seguente disposizione fonica:
| Manuale         |         |
| Principale      | 12'     |
| Ottava          | 6'      |
| Decimaquinta    | 3'      |
| Decimanona      | [ A 4 ] |
| Vigesimaseconda |         |
| Vigesimasesta   |         |
| Vigesimanona    |         |
| Flauto          | 4'      |

1. ↑  raddoppiato da Sol2.
2. ↑  raddoppiato da Fa2.
3. ↑  raddoppiato da Re3.
4. ↑  raddoppiato da La3.

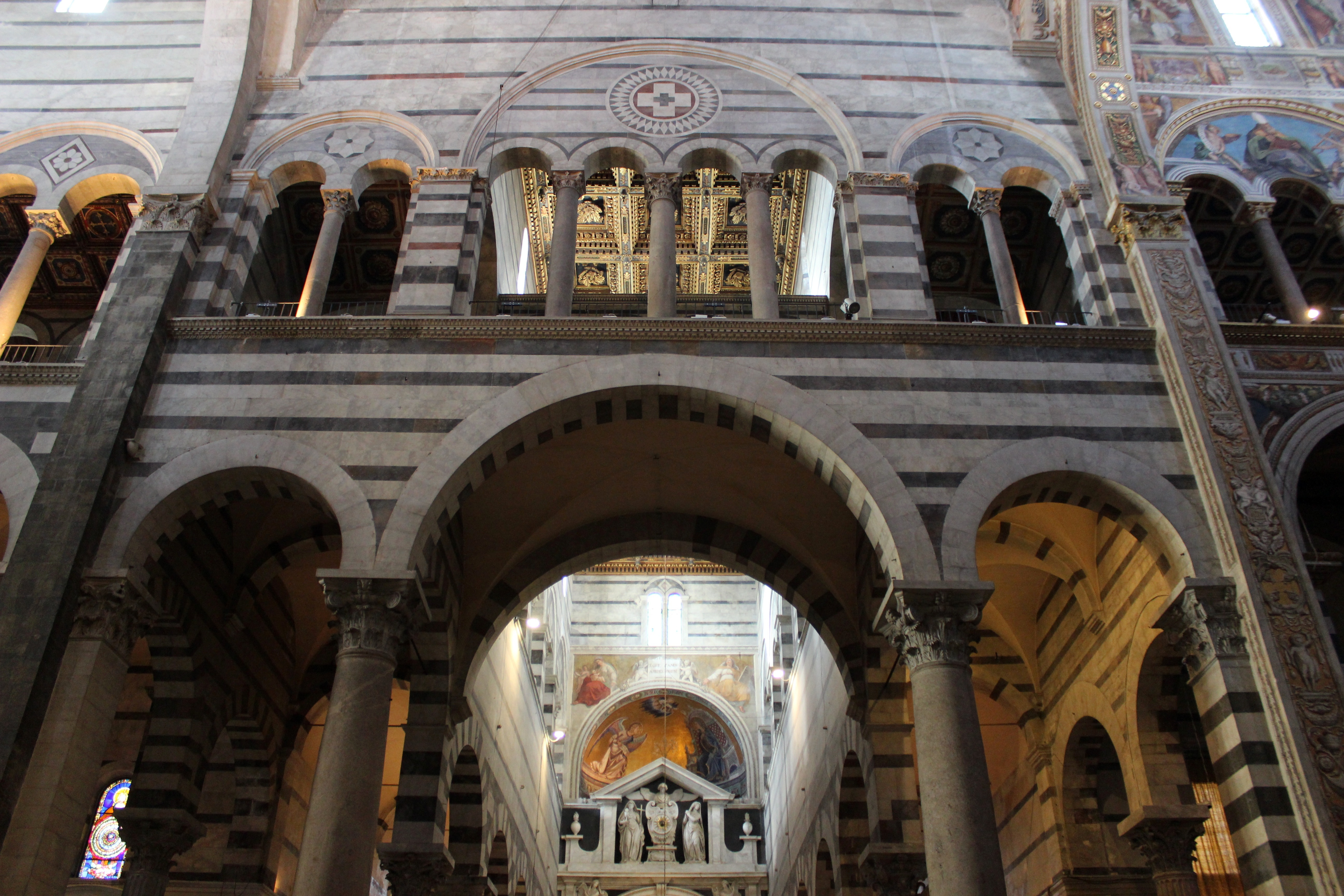
La parete di sinistra della crociera: gli organi di Domenico di Lorenzo e di Francesco Palmieri e Giorgio Steiniger trovarono luogo su una cantoria posticcia posta in corrispondenza della quadrifora del matroneo.

Nel 1494 al presbitero Andrea di Nanni, organista, organaro e maestro di cappella della cattedrale, fu commissionata la costruzione di un nuovo strumento con positivo tergale; lo stesso musicista realizzò anche un organo positivo che si trovava nei pressi dell'altare di Sant'Antonio. Nel 1559 l'urbinate Vincenzo Lenci installò sull'organo di Domenico di Lorenzo un registro di Flauto di 8' con somiere proprio e tremolo; Pietro di Silvestro Ferrandi aggiunse due ulteriori registri nel 1588: un Fiffaro e un Flauto in XII.
I due organi andarono distrutti completamente nell'incendio che divampò all'interno della cattedrale il 24 ottobre 1595. Per la ricostruzione dello strumento, il soprintendente alle belle arti del Granducato di Toscana Emilio de' Cavalieri propose l'organaro fivizzanese, a quell'epoca attivo grazie a lui alla corte dei Medici, Francesco Palmieri, che già si era occupato della costruzione dell'organo della basilica di Santa Maria in Aracoeli a Roma, strumento rivoluzionario per l'epoca, e di quello della collegiata di San Francesco a Livorno. L'organista della cattedrale, Antonio Buonavita, invece fece il nome del veneziano Vincenzo Colonna, più legato alla tradizione organaria dell'epoca. Scartati gli organari cortonesi Giovanni Battista Contini e Cesare Romani, venne scelto il Colonna; in seguito alla sua richiesta di posticipare l'inizio dei lavori in quanto doveva costruire due strumenti in Istria, venne sollevato dall'incarico, che il 13 novembre 1596 venne definitivamente dato a Francesco Palmieri e al fiammingo Giorgio Steiniger. I lavori iniziarono nel dicembre dello stesso anno e proseguirono fino al 1599.
Lo strumento aveva due tastiere: il Grand'Organo di 53 note con prima ottava scavezza (Do-1-La4, oppure enarmonica di 58 note), Positivo di 45 note con prima ottava scavezza (Do1-Do5) e pedaliera di forse 6 note, priva di registri propri. Secondo una stima fatta nel 1830 dall'organaro Domenico Pucci, l'organo aveva circa 1130 canne. La disposizione fonica era la seguente:
| Grand'Organo |        |
| Principale   | 8'     |
| Ottava       | 4'     |
| XV           | 2'     |
| XIX          | 1.1/3' |
| XIX-XXII     | 1.1/3' |
| XXVI-XXIX    | 2/3'   |
| Flauto       | 4'     |
| Trombone     | 8'     |

| Positivo                |        |
| Ottava del Grand'Organo | 8'     |
| Principale              | 4'     |
| Flauto                  | 4'     |
| Flauto                  | 2'     |
| Flauto in XII           | 2.2/3' |
| Voce umana              | 8'     |

Vincenzo Colonna intervenne sull'organo nel 1605 per volere di Antonio Buonavita; nuovi restauri furono condotti nel 1608 dai lucchesi Andrea e Cosimo Ravani, e nel 1618-1619 da Antonino di Simone Vasconi.

### Gli organi ottocenteschi e rifacimenti successivi

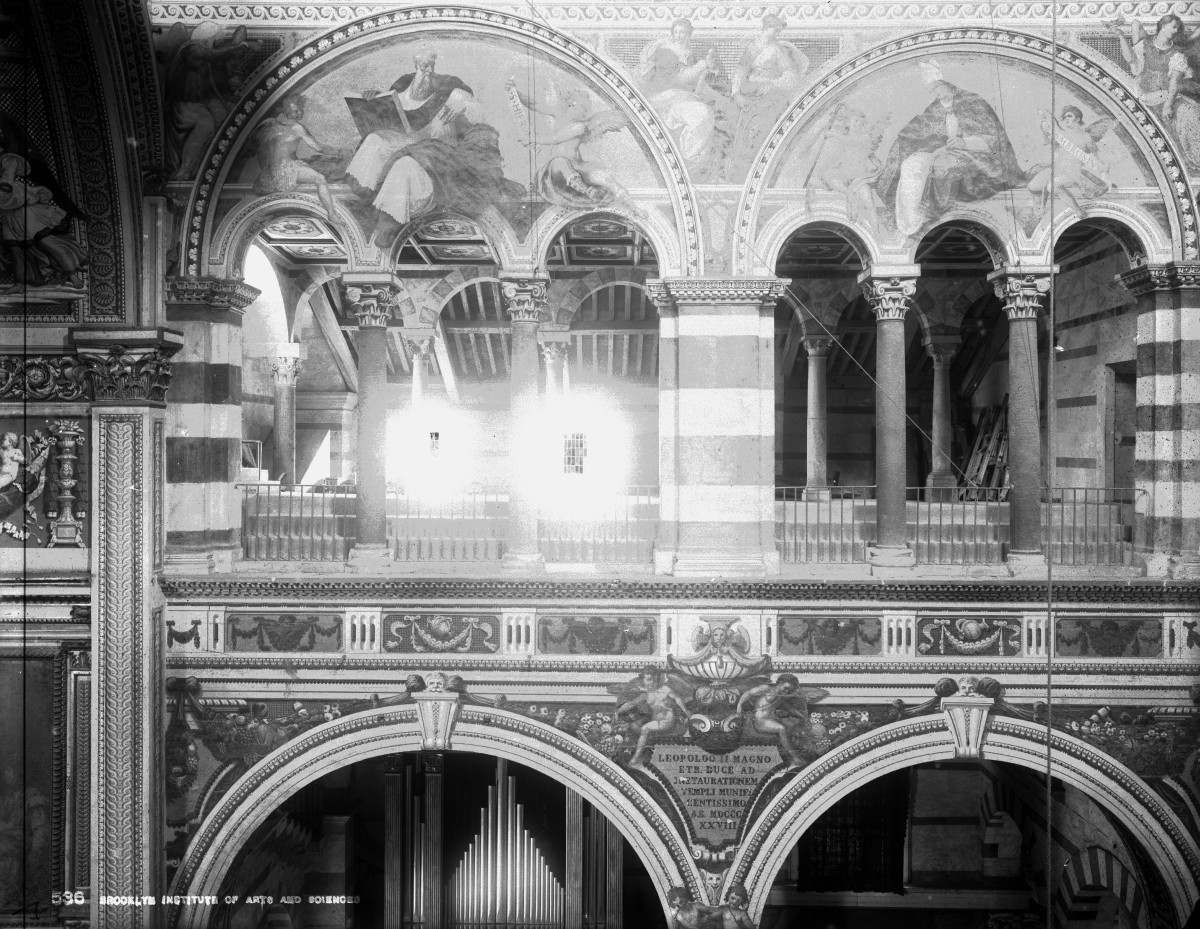
La parete di destra del presbiterio in una fotografia del 1895: in basso a sinistra è visibile l'organo Tronci, mentre in alto il matroneo in cui Balbiani posizionò il corpo eco nell'ampliamento del 1912.

Nel 1820 venne manifestata la volontà di rimuovere dall'interno della cattedrale le sovrastrutture successive all'epoca della sua costruzione; l'organista Nicola Benvenuti propose di demolire l'organo cinquecentesco e la sua cantoria, pericolanti, e di edificare due strumenti ai lati dell'altare maggiore, sfruttando le cantorie soprastanti le due sacrestie. Su quella di destra venne costruito nel 1830 un organo da Filippo II Tronci: esso aveva una tastiera di 66 note con controttava scavezza (Do-1-La5) e pedaliera di 18 note con controttava scavezza (Do-1-La1, reale solo nelle prime dodici note), e la seguente disposizione fonica:
| Colonna di sinistra - Ripieno |              |
| Principale                    | 8' Bassi     |
| Principale                    | 8' Soprani   |
| Ottava                        | 4'           |
| XV                            | 2'           |
| XVII                          | 1.3/5' Bassi |
| XIX                           | 1.1/3'       |
| XXII                          | 1'           |
| XXVI                          | 2/3'         |
| XXIX                          | 1/2'         |
| XXXIII                        | 1/3'         |
| XXXVI                         | 1/4'         |
| XXXIX                         | 1/6'         |
| Cornetto                      | 3 file       |

| Colonna di destra - Concerto |                 |
| Ottavino                     | 2' Soprani      |
| Trombe                       | 8' Bassi        |
| Trombe                       | 8' Soprani      |
| Clarone                      | 4' Bassi        |
| Clarone                      | 4' Soprani      |
| Bombarda                     | 16' Soprani     |
| Flauto in VIII               | 4' Bassi        |
| Flauto in VIII               | 4' Soprani      |
| Voce angelica                | 8' Soprani      |
| Flautino                     | 2' Bassi        |
| Trombe                       | (al Pedale)     |
| Bassi in XIX                 | (al Pedale)     |
| Contrabbassi                 | 16' (al Pedale) |
| Bassi di rinforzo            | 8' (al Pedale)  |

Nel 1829 vennero interpellati i fratelli Serassi di Bergamo per la costruzione di uno strumento da collocarsi sulla cantoria di sinistra; proposero un grande organo di 67 registri su due tastiere e pedaliera, con base di 32'. Dopo l'approvazione del progetto nel 1831 con una deliberazione comunale, esso subì una serie di modifiche tanto che i lavori, iniziati nel 1831, terminarono solo nel 1835.
Agli inizi del XX secolo l'organo Tronci versava in precarie condizioni. Venne istituita nel 1909 una commissione che si rivolse alla ditta Balbiani, la quale presentò il progetto per la realizzazione di un nuovo strumento di grandi dimensioni a trasmissione elettrica, che unisse i due organi ottocenteschi, adeguati al gusto dell'epoca; considerato troppo costoso, venne incaricata di restaurare l'organo Serassi senza apportare modifica alcuna e di riformare l'organo Tronci su progetto di Benedetto Landini, docente presso il conservatorio di Firenze, con 13 registri su due manuali di 58 note (Do1-La5) e pedale di 30 (Do1-Fa3), a trasmissione pneumatica. L'intervento venne condotto nel 1911 e l'anno successivo la ditta organaria, di sua iniziativa, offrì la costruzione di un secondo corpo d'organo, collocato nel matroneo soprastante la cantoria e collegato al secondo manuale (ma fuori da cassa espressiva). Il nuovo organo, dopo tale modifica, aveva la seguente disposizione fonica:
| I - Grand'Organo |        |
| Principale       | 16'    |
| Principale       | 8'     |
| Ottava           | 4'     |
| Ripieno          | 7 file |
| Flauto           | 8'     |
| Tromba           | 8'     |

| II - Espressivo |    |
| Eufonio         | 8' |
| Coro viole      | 8' |
| Flauto          | 4' |
| Unda maris      | 8' |
| Oboe            | 8' |

| II - Solo aperto |        |
| Principale       | 8'     |
| Viola gamba      | 8'     |
| Coro viole       | 3 file |

| Pedale       |     |
| Contrabbasso | 16' |
| Basso        | 8'  |

Il 1 luglio 1977 istituita una commissione (formata da Franco Baggiani, Alessandro Esposito, Gherardo Gherardini, Luigi Molfino e Amedeo Salvini) che si pronunciò a favore di un restauro filologico dell'organo Serassi (già oggetto di un intervento conservativo della ditta Balbiani Vegezzi-Bossi nel 1965) e della costruzione di un nuovo strumento in luogo del Balbiani, che venne ampliato e trasferito nella chiesa di Santa Caterina d'Alessandria. Venne scelta la ditta Mascioni (erano state interpellate anche le ditte Balbiani Vegezzi-Bossi e Tamburini) che riutilizzò la cassa ottocentesca portandola in avanti così da poter collocare, alle sue spalle, un secondo corpo d'organo (altri due vennero posizionati dietro l'altare maggiore barocco e nel matroneo); i lavori terminarono nel 1980. Il restauro dell'organo Serassi è stato condotto da parte della stessa ditta Mascioni in occasione del Giubileo del 2000.

## Organo Serassi

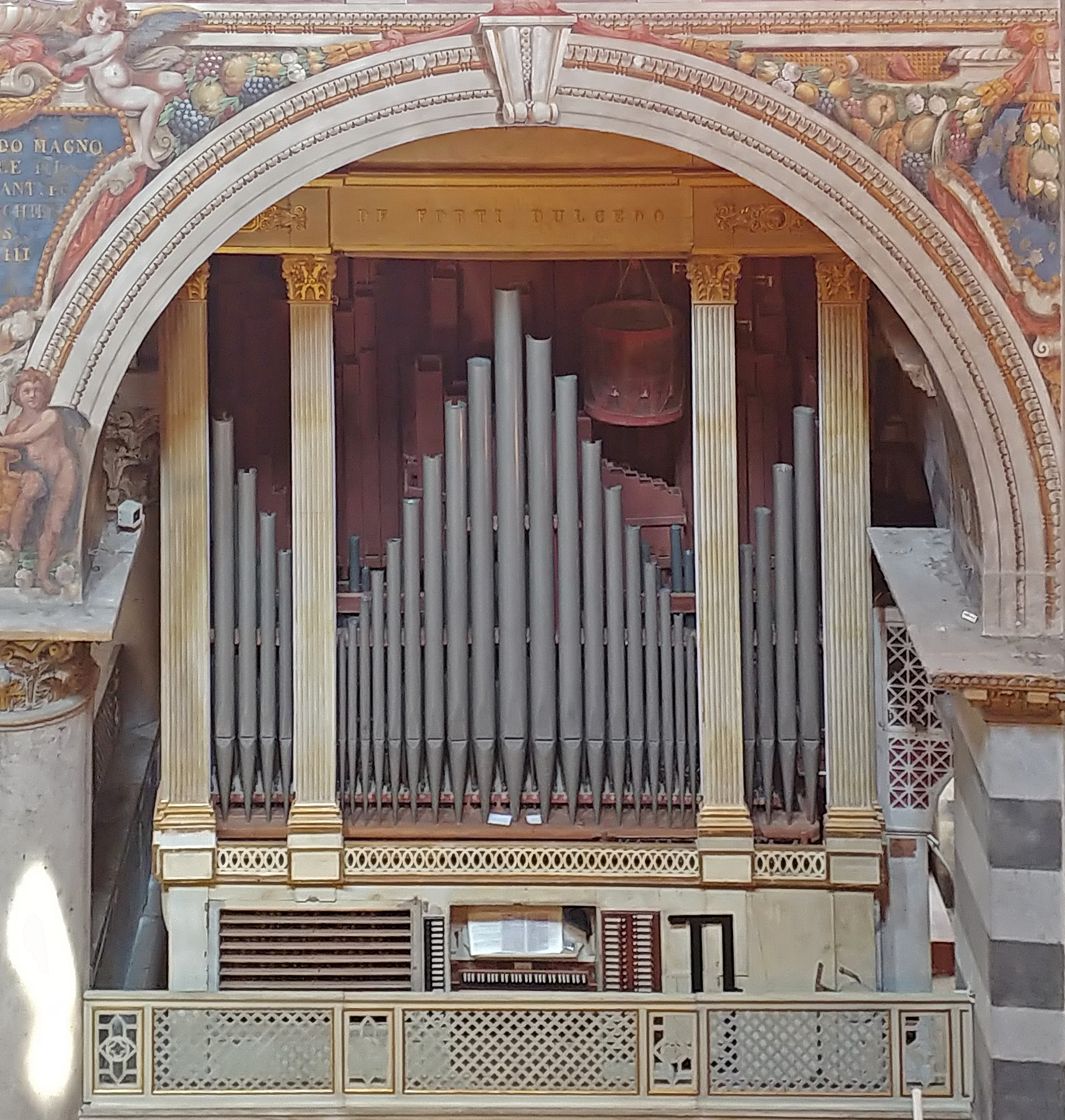
L'organo Serassi.

Sulla cantoria alla sinistra del presbiterio, al di sopra dell'altare della Madonna di sotto gli organi, nell'ultima campata della navata laterale interna si trova l'organo a canne Serassi opus 494, costruito tra il 1831 e il 1835. Lo strumento presenta inalterate le sue caratteristiche originarie e dispone di 58 registri; il sistema di trasmissione è integralmente meccanico.
Il materiale fonico è interamente racchiuso all'interno della coeva cassa lignea, in un sobrio stile neoclassico; la fiancata di destra presenta un grigliato geometrico, mentre nella parete anteriore, rivolta verso il presbiterio, si apre la mostra, composta da canne di principale con bocche a mitria allineate orizzontalmente disposte in tre campi, delimitati da slanciate lesene corinzie che sorreggono un alto cornicione; in quello centrale vi sono 19 canne sono disposte in cuspide unica, mentre in ciascuno dei laterali ve ne sono 4 disposte ad ali digradanti verso il centro. La manticeria si compone di 4 mantici e trova luogo anch'esso in cantoria, alle spalle della cassa; invece all'interno del basamento di quest'ultima vi sono altri tre mantici per l'azionamento manuale.
Al di sotto della mostra vi è la consolle, a finestra. Essa dispone di due tastiere di 64 note ciascuna con prima controttava scavezza (Do-1-Sol5, divisione Bassi/Soprani in Si2/Do3, la seconda tastiera è reale da Do1) e pedaliera dritta di 20 note con prima ottava cromatica estesa (Do1-Sol2). I registri del Grand'Organo (primo manuale) e del Pedale sono azionati da manette a scorrimento laterale poste in due colonne verticali alla destra dei manuali; quelli dell'Eco espressivo (secondo manuale) da pomelli ad estrazione disposti in colonna unica alla sinistra dei manuali. Al di sopra della pedaliera vi sono tre pedaletti per l'unione delle tastiere, il richiamo dei registri ad ancia e la Terza mano al Grand'Organo; due pedaloni comandano rispettivamente la Combinazione libera alla lombarda e il Tiratutti del ripieno, entrambi relativi ai registri del primo manuale e del Pedale. Alla sinistra della consolle vi sono le gelosie con le quali si apre verso l'esterno l'Eco espressivo, analogamente ad altri strumenti dei Serassi.
La disposizione fonica è la seguente:
| I - Grand'Organo Concerto |                |
| Corno dolce               | 16' Soprani    |
| Cornetto                  | 1' 3/5 Soprani |
| Cornetta prima 2 file     | 4' Soprani     |
| Cornetta seconda 2 file   | 2' Soprani     |
| Fagotto                   | 8' Bassi       |
| Tromba                    | 8' Soprani     |
| Arpone                    | 8' Bassi       |
| Corno inglese             | 16' Soprani    |
| Clarone                   | 8' Bassi       |
| Oboe                      | 8' Soprani     |
| Violone                   | 8' Bassi       |
| Viola                     | 4' Bassi       |
| Flauto traverso           | 8' Soprani     |
| Flauto in VIII            | 4'             |
| Flageoletto               | 2' Bassi       |
| Ottavino                  | 2' Soprani     |
| Voce umana                | 8' Soprani     |

| I - Grand'Organo Ripieno |             |
| Principale               | 16' Bassi   |
| Principale               | 16' Soprani |
| Principale I             | 8' Bassi    |
| Principale I             | 8' Soprani  |
| Principale II 8'         | Bassi       |
| Principale II            | 8' Soprani  |
| Ottava                   | 4' Bassi    |
| Ottava                   | 4' Soprani  |
| Ottava II                | 4'          |
| Duodecima                | 2.2/3'      |
| Quintadecima             | 2'          |
| Quintadecima II          | 2'          |
| Decimanona               | 1.1/3'      |
| Vigesima II              | 1'          |
| Vigesima VI              | 2/3'        |
| Vigesima VI II           | 2/3'        |
| Vigesima IX              | 1/2'        |
| Quattro di ripieno       | 1/3'        |

| II - Eco espressivo |            |
| Principale          | 8' Bassi   |
| Principale          | 8' Soprani |
| Ottava              | 4' Bassi   |
| Ottava              | 4' Soprani |
| Quintadecima        | 2'         |
| Decimanona          | 1.1/3'     |
| Vigesima II         | 1'         |
| Vigesima VI         | 2/3'       |
| Vigesima IX         | 1/2'       |
| Cornetta a tre voci | Soprani    |
| Viola               | 4' Bassi   |
| Flutta alemanna     | 2' Soprani |
| Flauto in VIII      | 4' Bassi   |
| Ottavino            | 2' Soprani |
| Clarino             | 8' Soprani |
| Clarone             | 8' Bassi   |
| Violoncello         | 8' Soprani |
| Voce umana          | 8' Soprani |

| Pedale                  |        |
| Bombarda                | 16'    |
| Tromboni                | 8'     |
| Ripieno 8 file          | 5.1/3' |
| Contrabbassi            | 16'    |
| Bassi armonici          | 8'     |
| Timpani in tutti i toni |        |

1. ↑  4'+2.2/3'
2. ↑  2'+1.3/5'

## Organo Mascioni
Nella cattedrale si trova anche l'organo a canne Mascioni opus 1039, costruito tra il 1977 e il 1980. Esso è a trasmissione elettrica e dispone di 69 registri per un totale di 5119 canne.
Il materiale fonico si articola entro quattro corpi distinti:
- il Positivo aperto (primo manuale) con la relativa sezione del Pedale si trovano a pavimento nell'abside, a ridosso della parte posteriore dell'altare maggiore barocco, e furono specificatamente ideati per accompagnare il coro;
- il Grand'Organo (secondo manuale) si trova all'interno della cassa ottocentesca dell'organo Tronci prima e di quello Balbiani poi, sulla cantoria alla destra del presbiterio, in posizione simmetrica rispetto all'organo Serassi e leggermente arretrata rispetto a quest'ultimo (ma in posizione avanzata rispetto a quella originaria);
- l'Espressivo (terzo manuale) è posto anch'esso sulla cantoria, alle spalle del corpo precedente, in corrispondenza dell'ultima campata della navata laterale esterna di destra;
- il Solo espressivo (quarto manuale) si trova nel matroneo sopra l'ingresso del transetto, tra la campata centrale e quella più vicina al coro;
- il Pedale è in parte alloggiato nella cassa del Grand'Organo, in parte posto tra quella dell'Espressivo e la parete di fondo della navata laterale.

La cassa del Grand'Organo presenta le medesime caratteristiche di quella dell'organo Serassi, con alto cornicione sorretto da lesene corinzie, sulla parete anteriore mostra in tre campi e su quelle laterali grigliati geometrici; quest'ultimi ornano anche le fiancate della cassa dell'Espressivo.
La consolle è mobile indipendente ed è generalmente situata a pavimento al disotto dell'arco centrale di accesso al transetto di destra dalla crociera (originariamente si trovava nel presbiterio, in posizione arretrata, nei pressi dell'altare maggiore barocco). Essa dispone di quattro tastiere di 61 note ciascuna (Do1-Do6) e pedaliera concavo-radiale di 32 note (Do1-Sol3); i registri, le unioni, gli accoppiamenti e gli annullatori sono comandati da placchette a bilico disposte in più file orizzontali al di sopra e ai lati dei manuali.
La disposizione fonica è la seguente:
| I - Positivo aperto |        |
| Principale          | 8'     |
| Ottava              | 4'     |
| XV                  | 2'     |
| XIX                 | 1.1/3' |
| XXII                | 1'     |
| Ripieno             | 4 file |
| Flauto camino       | 8'     |
| Flauto conico       | 4'     |
| Sesquialtera        | 2 file |
| Tromba              | 8'     |
| Cromorno            | 8'     |
| Tremolo             |        |

| Pedale al Positivo |     |
| Subbasso           | 16' |
| Bordone            | 8'  |
| Flauto             | 4'  |

| II - Grand'Organo |        |
| Principale        | 16'    |
| Principale        | 8'     |
| Principale II     | 8'     |
| Ottava            | 4'     |
| XII               | 2.2/3' |
| XV                | 2'     |
| XIX               | 1.1/3' |
| Ripieno           | 4 file |
| Ripieno           | 5 file |
| Flauto            | 8'     |
| Flauto in VIII    | 4'     |
| Cornetto          | 3 file |
| Trombone          | 16'    |
| Tromba            | 8'     |
| Tromba piccola    | 4'     |
| Voce umana        | 8'     |

| III - Espressivo |        |
| Principale       | 8'     |
| Ottava           | 4'     |
| Ripieno          | 5 file |
| Bordone          | 16'    |
| Bordone          | 8'     |
| Flauto           | 4'     |
| Flauto in XII    | 2.2/3' |
| Flauto in XV     | 2'     |
| Terza            | 1.3/5' |
| Piccolo          | 1'     |
| Viola da gamba   | 8'     |
| Voce celeste     | 2 file |
| Controfagotto    | 16'    |
| Oboe             | 8'     |
| Tromba           | 8'     |
| Chiarina         | 4'     |

| IV - Solo espressivo |        |
| Diapason             | 8'     |
| Ottava               | 4'     |
| Ripieno              | 5 file |
| Flauto da concerto   | 8'     |
| Cornetto             | 4 file |
| Tuba mirabilis       | 8'     |
| Voci corali          | 8'     |
| Coro viole           | 3 file |
| Tremolo              |        |

| Pedale        |         |
| Acustico      | 32'     |
| Contrabbasso  | 16'     |
| Principale    | 16'     |
| Ottava        | 8'      |
| Principale    | 8'      |
| XV            | 4'      |
| XXII          | 2'      |
| Ripieno       | 6 file  |
| Subbasso      | 16'     |
| Quinta        | 10.2/3' |
| Bordone       | 8'      |
| Bombarda      | 16'     |
| Trombone      | 16'     |
| Controfagotto | 16'     |
| Tromba        | 8'      |
| Fagotto       | 8'      |
| Clarone       | 4'      |

1. ↑  armonica.
2. ↑  registro fuori cassa espressiva.